# Finale de la Coupe d'Europe des vainqueurs de coupe 1988-1989
La finale de la Coupe d'Europe des vainqueurs de coupe 1988-1989 est la 29e finale de la Coupe d'Europe des vainqueurs de coupe, organisée par l'UEFA. Ce match de football a lieu le 10 mai 1989 au stade du Wankdorf de Berne, en Suisse.
Elle oppose l'équipe espagnole du FC Barcelone aux Italiens de la Sampdoria de Gênes. Le match se termine par une victoire des Barcelonais sur le score de 2 buts à 0, ce qui constitue leur troisième sacre dans la compétition après 1979 et 1982, et leur sixième titre européen.
Vainqueur de la finale, le FC Barcelone est à ce titre qualifié pour la Supercoupe d'Europe 1989 contre l'AC Milan, vainqueur de la finale de la Coupe des clubs champions européens.

## Parcours des finalistes
Note : dans les résultats ci-dessous, le score du finaliste est toujours donné en premier (D : domicile ; E : extérieur).
| FC Barcelone   | FC Barcelone    | FC Barcelone | FC Barcelone |                     | Sampdoria de Gênes | Sampdoria de Gênes | Sampdoria de Gênes | Sampdoria de Gênes |
| -------------- | --------------- | ------------ | ------------ | ------------------- | ------------------ | ------------------ | ------------------ | ------------------ |
| Adversaire     | Total           | Aller        | Retour       | Tour                | Adversaire         | Total              | Aller              | Retour             |
| Fram Reykjavik | 7 - 0           | 2 - 0 (E)    | 5 - 0 (D)    | Seizièmes de finale | IFK Norrköping     | 3 - 2              | 1 - 2 (E)          | 2 - 0 (D)          |
| Lech Poznań    | 2 - 2 5 - 4 tab | 1 - 1 (D)    | 1 - 1 ap (E) | Huitièmes de finale | Carl Zeiss Iéna    | 4 - 2              | 1 - 1 (E)          | 3 - 1 (D)          |
| AGF Århus      | 1 - 0           | 1 - 0 (E)    | 0 - 0 (D)    | Quarts de finale    | Dinamo Bucarest    | 1E - 1             | 1 - 1 (E)          | 0 - 0 (D)          |
| CSKA Sofia     | 6 - 3           | 4 - 2 (D)    | 2 - 1 (E)    | Demi-finales        | FC Malines         | 4 - 2              | 1 - 2 (E)          | 3 - 0 (D)          |

## Match
| ·             |                     |     |
| Titulaires :  |                     |     |
|               |                     |     |
| 1             | Andoni Zubizarreta  |     |
| 2             | Urbano              |     |
| 3             | José Ramón Alexanko |     |
| 4             | Aloísio             |     |
| 5             | Guillermo Amor      |     |
| 6             | Luis Milla          | 60e |
| 7             | Eusebio Sacristán   |     |
| 8             | Roberto             |     |
| 9             | Julio Salinas       |     |
| 10            | Gary Lineker        |     |
| 11            | Txiki Begiristain   | 74e |
|               |                     |     |
| Remplaçants : |                     |     |
| 12            | Juan Carlos Unzué   |     |
| 13            | Miquel Soler        | 60e |
| 14            | Luis López Rekarte  | 74e |
| 15            | Sergi López Segú    |     |
| 16            | Lobo Carrasco       |     |
|               |                     |     |
| Entraîneur :  |                     |     |
| Johan Cruyff  |                     |     |

| ·              |                         |     |
| Titulaires :   |                         |     |
|                |                         |     |
| 1              | Gianluca Pagliuca       |     |
| 2              | Moreno Mannini          | 27e |
| 3              | Marco Lanna             |     |
| 4              | Fausto Pari             |     |
| 5              | Víctor Muñoz            |     |
| 6              | Luca Pellegrini         | 50e |
| 7              | Fausto Salsano          |     |
| 8              | Toninho Cerezo          |     |
| 9              | Gianluca Vialli         |     |
| 10             | Roberto Mancini         |     |
| 11             | Giuseppe Dossena        |     |
|                |                         |     |
| Remplaçants :  |                         |     |
| 12             | Sergio Marcon (en)      |     |
| 13             | Stefano Pellegrini (en) | 27e |
| 14             | Fulvio Bonomi (it)      | 50e |
| 15             | Loris Pradella          |     |
|                |                         |     |
| Entraîneur :   |                         |     |
| Vujadin Boškov |                         |     |

| ·             |                     |     |
| Titulaires :  |                     |     |
|               |                     |     |
| 1             | Andoni Zubizarreta  |     |
| 2             | Urbano              |     |
| 3             | José Ramón Alexanko |     |
| 4             | Aloísio             |     |
| 5             | Guillermo Amor      |     |
| 6             | Luis Milla          | 60e |
| 7             | Eusebio Sacristán   |     |
| 8             | Roberto             |     |
| 9             | Julio Salinas       |     |
| 10            | Gary Lineker        |     |
| 11            | Txiki Begiristain   | 74e |
|               |                     |     |
| Remplaçants : |                     |     |
| 12            | Juan Carlos Unzué   |     |
| 13            | Miquel Soler        | 60e |
| 14            | Luis López Rekarte  | 74e |
| 15            | Sergi López Segú    |     |
| 16            | Lobo Carrasco       |     |
|               |                     |     |
| Entraîneur :  |                     |     |
| Johan Cruyff  |                     |     |

| ·              |                         |     |
| Titulaires :   |                         |     |
|                |                         |     |
| 1              | Gianluca Pagliuca       |     |
| 2              | Moreno Mannini          | 27e |
| 3              | Marco Lanna             |     |
| 4              | Fausto Pari             |     |
| 5              | Víctor Muñoz            |     |
| 6              | Luca Pellegrini         | 50e |
| 7              | Fausto Salsano          |     |
| 8              | Toninho Cerezo          |     |
| 9              | Gianluca Vialli         |     |
| 10             | Roberto Mancini         |     |
| 11             | Giuseppe Dossena        |     |
|                |                         |     |
| Remplaçants :  |                         |     |
| 12             | Sergio Marcon (en)      |     |
| 13             | Stefano Pellegrini (en) | 27e |
| 14             | Fulvio Bonomi (it)      | 50e |
| 15             | Loris Pradella          |     |
|                |                         |     |
| Entraîneur :   |                         |     |
| Vujadin Boškov |                         |     |